# Bat-El Gatterer
Bat-El Gatterer, née le 4 février 1988 à Kokhav Ya'akov, est une taekwondoïste israélienne.

## Biographie
Elle remporte la médaille d'or aux Championnats d'Europe de taekwondo 2010 dans la catégorie des moins de 57 kg. 
Aux Jeux olympiques d'été de 2008 à Pékin où Anya Mirkin est sa partenaire d'entraînement, elle est battue au premier tour par la Croate Martina Zubčić.

## Palmarès
- Médaille d'or des -57 kg des Championnats d'Europe de 2010 à Saint-Pétersbourg, Russie.